# Hemisturmiella brasiliana
Hemisturmiella brasiliana är en tvåvingeart som beskrevs av Guimaraes 1983. Hemisturmiella brasiliana ingår i släktet Hemisturmiella och familjen parasitflugor. Inga underarter finns listade i Catalogue of Life.